# Hemipenthes epilais
Hemipenthes epilais är en tvåvingeart som först beskrevs av Christian Rudolph Wilhelm Wiedemann 1828.  Hemipenthes epilais ingår i släktet Hemipenthes och familjen svävflugor. Inga underarter finns listade i Catalogue of Life.